# Kornyliwka
Kornyliwka (ukr. Корнилівка) – wieś na Ukrainie, w obwodzie czerkaskim, w rejonie czerkaskim, w hromadzie Nabutiw. W 2001 roku liczyła 631 mieszkańców.
We wsi znajduje się drewniana cerkiew Przemienienia Pańskiego z 1738 roku.